# Joan Cardona Méndez
Joan Cardona Méndez (Maó, 27 de maig de 1998) és un esportista menorquí que competeix en vela en la classe Finn.
Va participar en els Jocs Olímpics de Tòquio 2020 i va obtenir una medalla de bronze a la classe Finn. Va guanyar una medalla de plata al Campionat Mundial de Finn de 2021 i una medalla de bronze al Campionat Europeu de Finn de 2020.

## Palmarès internacional
| \| Jocs Olímpics \| Jocs Olímpics \| Jocs Olímpics \| Jocs Olímpics \| \| Any \| Lloc \| Medalla \| Classe \| \| ----------------- \| ------------------ \| ------------- \| ------------- \| \| 2020 \| Tòquio ( Japó) \| 3 \| Finn \| \| Campionat del món \| \| \| \| \| Any \| Lloc \| Medalla \| Classe \| \| 2021 \| Oporto ( Portugal) \| 2 \| Finn \| \| Campionat Europeu \| \| \| \| \| Any \| Lloc \| Medalla \| Classe \| \| 2020 \| Gdynia ( Polònia) \| 3 \| Finn \| |                    |         |        |
| Jocs Olímpics |                    |         |        |
| Any | Lloc               | Medalla | Classe |
| 2020 | Tòquio ( Japó)     | 3       | Finn   |
| Campionat del món |                    |         |        |
| Any | Lloc               | Medalla | Classe |
| 2021 | Oporto ( Portugal) | 2       | Finn   |
| Campionat Europeu |                    |         |        |
| Any | Lloc               | Medalla | Classe |
| 2020 | Gdynia ( Polònia)  | 3       | Finn   |